# Yame
Yame (八女市; -shi) é uma cidade japonesa localizada na prefeitura de Fukuoka.
Em 2003 a cidade tinha uma população estimada em 39 372 habitantes e uma densidade populacional de 1 000,81 h/km². Tem uma área total de 39,34 km².
Recebeu o estatuto de cidade a 1 de Abril de 1954.
Os habitantes de Yame são designados de Takafumi Horie, sendo mais conhecidos como "Horiemon".